# Бага (річка)
Бага́ (крим. Bağa), Бую́к-Узє́нь, Ланікест (рос. Ланикест)) — річка в Україні, на Кримському півострові. Права притока Чорної річки (басейн Чорного моря).

## Опис
Довжина річки приблизно 7,96 км, найкоротша відстань між витоком і гирлом — 6,67 км, коефіцієнт звивистості річки — 1,20. Річка формується багатьма безіменними струмками.

## Розташування
Бере початок на південно-західній стороні від Поляни біля гори Ірита (777,5 м). Тече переважно на південний захід через село Новобобрівське (колишнє Бага) і впадає у Чорну річку Чорноріченське водосховище.
Населені пункти вздовж берегової смуги: Передове (колишнє Уркуста), Розсошанка (колишнє Саватка).